# Smin
Smin (bułg. Смин) – wieś w północno-wschodniej Bułgarii, w obwodzie Dobricz, w gminie Szabła.